# ساتوشی اوتومو
ساتوشی اوتومو (انگلیسی: Satoshi Ōtomo؛ زادهٔ ۱ اکتبر ۱۹۸۱) بازیکن فوتبال اهل فیلیپین است.
از باشگاه‌هایی که در آن بازی کرده‌است می‌توان به باشگاه فوتبال ساگان توسو و باشگاه فوتبال گلوبال سبو اشاره کرد.